# びんぼうソフト
有限会社びんぼうソフトは日本のコンピュータゲームメーカー。社員は代表取締役である服部博文だけで、ゲームの開発も全て1人でこなしている。服部は「特に必要を感じない限り、1人でやっていきたい」と語っている。

## 概要
バンプレストに所属し、様々なゲームの開発に参加していた服部博文が「自分の好きなようにゲームを作りたい」という思いから1997年に独立。以後、1人でゲーム開発を続ける。
通常では1人でのソフト開発など非現実的と思えるところだが、服部によればドリームキャストは開発環境が整っていたため可能だったという。服部は会社を設立するつもりはなかったが、セガが法人でなければ開発機材のレンタル契約に応じなかったため、急遽会社を設立して対応することになった。社名の「びんぼうソフト」は、服部が小学生のときに描いた「びんぼうくん」という題の漫画にちなんだものである。
「当社のゲームは素朴であるが決して貧相ではなく、装飾を省いた軽快なプレイが楽しめる。反面、ボリュームは少ないため、強い刺激を求める人には不向きである。当社の制作コンセプトは、想定されたユーザーの希望をかなえることに主眼を置いていたが、DCの生産中止発表後のインタビューで服部は「自分も楽しめるゲーム」を目指していきたい」と述べている。
独立後はプレイステーション用ソフト『ワールドプロテニス’98』の開発を担当したのち、1999年に代表作であるドリームキャスト用ソフト『ジェットコースタードリーム』を発売。この『ジェットコースタードリーム』が好評を博し、後にシリーズ化する。
2005年以降はPCゲーム市場に重点を置くが販売がふるわず、2013年に『BATTLE OF TILES EX』で家庭用ゲーム市場に復帰。その後、2016年にPlayStation VR対応タイトル『ローラーコースタードリームズ』を1
人で開発し、話題を呼んだ。

## 代表作
- ジェットコースタードリームシリーズ
- ぼくのテニス人生
- BATTLE OF TILES EX

その他、日本国外向けPCゲームの開発も行っている。